# کیوان بیک‌پور
کیوان بیک‌پور (م.۱۹۸۸) کارآفرین آمریکایی ایرانی‌تبار است. او یکی از دو بنیانگذار پریسکوپ بود که بعدا تعطیل شد و  سپس به مدیریت ارشد محصولات مصرفی توییتر رسید. در ماه می ۲۰۲۲ مدیرعامل توییتر از اخراج او خبر داد. 
بیک‌پور که تنها فرزند مهاجرینی ایرانی است در میل ولی کالیفرنیا بزرگ شده‌است. در سال ۲۰۱۵ او و دوستش جو برنستاین اپ پریسکوپ را بنیان نهادند که پخش زنده ویدئو را از طریق موبایل ممکن می‌کند. این اپ مورد استفاده وسیع روزنامه نگاران در سطح جهان قرار گرفت. توییتر این اپ را پیش از راه اندازیش به مبلغ ۱۰۰ میلیون دلار اکتساب کرد. در سال ۲۰۱۵ِ مجله فرچون او را در فهرست ۴۰ نفر زیر ۴۰ سال گنجاند. مجله پولیتیکو در سال ۲۰۱۶ او، برنستاین و سی-سپن را در زمرهٔ ۵۰ اندیشمند، کننده و آینده نگر دگرگون کنندهٔ سیاست آمریکا معرفی کرد او از طریق پریسکوپ در برنامه لیت شو با استیون کولبر شرکت کرد.